# Luis Bellando
Luis Eugenio Bellando es un diplomático de carrera argentino.
Hijo del periodista Ovidio Bellando, estudió una licenciatura en ciencias políticas. Ingresó al Servicio Exterior de la Nación Argentina en 1986. A lo largo de su carrera, entre 2006 y 2008 fue cónsul en Río de Janeiro (Brasil), y en Tarija (Bolivia) entre 2008 y 2011. En 2012 fue subsecretario de Política Latinoamericana del Ministerio de Relaciones Exteriores y Culto.
Cumplía funciones en la embajada argentina en Cuba, donde fue encargado de negocios, cuando el 11 de enero de 2018, el presidente Mauricio Macri lo designó embajador en Angola. Presentó sus cartas credenciales ante el presidente de Angola João Manuel Gonçalves Lourenço el 16 de febrero de 2018.
En enero de 2020 se anunció que el presidente Alberto Fernández lo designaría como embajador ante la Santa Sede, pero su nombramiento fue retirado a las pocas horas. El motivo de la decisión se debió a la condición de divorciado de Bellando. Tras esta situación, fue designado como embajador plenipotenciario en Costa Rica el 13 de mayo de 2020.